# 小清新
小清新，由清新一词而来，最初与一类清新唯美，曲风温和、多为音乐人独立创作的音乐风格绑定，之后随网络及文艺青年群体的扩大，使用范围扩散到文学、电影、摄影、衣着、设计等文艺领域。作为形容词所指的小清新风格，八九十年代文化解禁，港澳、日本、臺灣及欧美文化进入中国后便已出现，在日本，台湾出现得更早，只是彼时小清新一词尚未流行，一般用重叠度较高的小资一词表示。现小清新一词逐渐成为名词，指代这一文化现象或有此文化偏好可能的人群。
小清新自出现及很长时间里都属小众文化，追随者也多以小众，与较为通俗的主流文化区分开为荣。随九十年代始高校扩招，网络迅速发展，国民生活水平的一直提高，西方文化的大量进入，中国出现思想审美价值观很大不同于父辈的年轻一代人。在网络平台上，得到许多精神需求类似的年轻人共鸣，在中国大陆从小众文化渐成一种亚文化。但其实在日本，台湾，泰国亚洲国家地区，欧美都很流行。偏爱清新唯美文艺作品，审美观，价值追求上呈现小清新偏好的年轻人尤其女性，也开始用文艺青年配合小清新来形容。
文学、电影、摄影、独立音乐这类标签基本已标识出小清新属于社会中上层，受过良好教育，生活压力较小，生活水平较高的人群。与杀马特一词并列，很大程度成为侧面反映年轻人社会地位的标签。